# Geophagus argyrostictus
Geophagus argyrostictus és una espècie de peix de la família dels cíclids i de l'ordre dels perciformes. Es diferència dels altres Geophagus per uns punts argentat als costats i una banda fosca davall del ulls.
Els adults poden assolir els 16,2 cm de longitud total. Es troba a la conca del riu Amazones.